# Selenocosmia sutherlandi
Selenocosmia sutherlandi är en spindelart som beskrevs av Gravely 1935. Selenocosmia sutherlandi ingår i släktet Selenocosmia och familjen fågelspindlar. Inga underarter finns listade i Catalogue of Life.